# Bulbuljan
Bulbuljan (en azerí: Bülbülcan; Şuşa, 1841 – Bakú, 1927) fue un cantante de mugam  y de música tradicional de Azerbaiyán.

## Biografía
Bulbuljan nació en 1841 en Şuşa. En su juventud viajó al Cáucaso y Irán. En una de sus visitas a Irán, Mozaffareddín Shah Qayar le galardonó con la Orden del Sol y el León en 1900. Desde 1875 hasta 1905 Bulbuljan vivió y trabajó en Tiflis y  dio muchos conciertos con el famoso intérprete de tar de Şuşa, Sadigjan. En los años 1920 se mudó a Bakú y enseñó en las nuevas escuelas de música hasta su muerte. Bulbuljan influyó en la escuela de mugam de Azerbaiyán. El cantante murió en 1927 en Bakú.

## Premios y títulos
- Orden del Sol y el León (1900)